# Hamish Kerr
Hamish Kerr (ur. 17 sierpnia 1996 w Dunedin) – nowozelandzki lekkoatleta specjalizujący się w skoku wzwyż, mistrz olimpijski z 2024 roku.
Bez sukcesów startował w uniwersjadzie w 2017 i 2019. Uczestnik mistrzostw świata w 2019 i 2022. Finalista igrzysk olimpijskich w 2020 w Tokio. Brązowy medalista halowych mistrzostw świata w 2022. Dwukrotny złoty medalista mistrzostw Oceanii w 2019 i 2022. Zwycięzca igrzysk Wspólnoty Narodów w Birmingham.
Medalista mistrzostw Nowej Zelandii.
Rekordy życiowe: stadion – 2,36 (10 sierpnia 2024, Paryż) rekord Australii i Oceanii; hala – 2,36 (3 marca 2024, Glasgow) rekord Australii i Oceanii.

## Osiągnięcia
| Rok  | Impreza                    | Miejsce    | Pozycja           | Wynik |
| ---- | -------------------------- | ---------- | ----------------- | ----- |
| 2017 | Uniwersjada                | Tajpej     | el. – 13. miejsce | 2,10  |
| 2019 | Mistrzostwa Oceanii        | Townsville | 1. miejsce        | 2,30  |
| 2019 | Uniwersjada                | Neapol     |                   | DNS   |
| 2019 | Mistrzostwa świata         | Doha       | el. – 22. miejsce | 2,22  |
| 2021 | Igrzyska olimpijskie       | Tokio      | 10. miejsce       | 2,30  |
| 2022 | Halowe mistrzostwa świata  | Belgrad    | 3. miejsce        | 2,31  |
| 2022 | Mistrzostwa Oceanii        | Mackay     | 1. miejsce        | 2,24  |
| 2022 | Mistrzostwa świata         | Eugene     | el. – 14. miejsce | 2,25  |
| 2022 | Igrzyska Wspólnoty Narodów | Birmingham | 1. miejsce        | 2,25  |
| 2023 | Mistrzostwa świata         | Budapeszt  | el. – 19. miejsce | 2,22  |
| 2024 | Halowe mistrzostwa świata  | Glasgow    | 1. miejsce        | 2,36  |
| 2024 | Igrzyska olimpijskie       | Paryż      | 1. miejsce        | 2,36  |
| 2025 | Halowe mistrzostwa świata  | Nankin     | 2. miejsce        | 2,28  |